# Calamodes bistriata
Calamodes bistriata là một loài bướm đêm trong họ Geometridae.